# 奧基山
9°20′16″S 77°17′29″W / 9.33778°S 77.29139°W

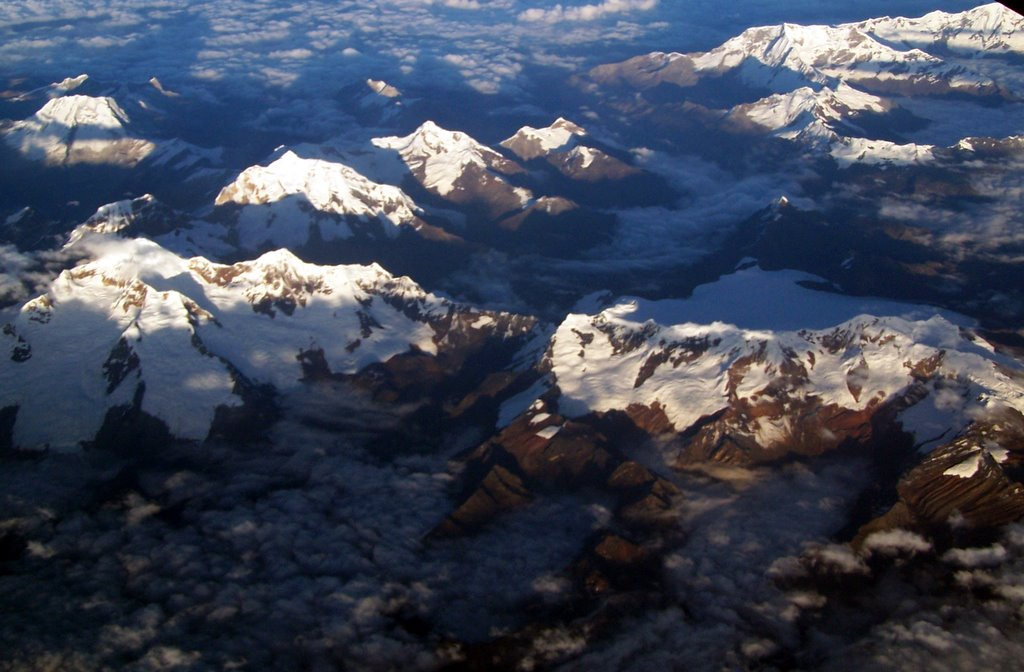

奧基山（Auqui），是秘魯的山峰，位於該國北部安卡什大區，由瓦里省的瓦里區負責管轄，屬於布蘭卡山脈的一部分，該山峰海拔高度4,800米。